# Reserva natural Prioksko-Terrasni
La reserva natural Prioksko-Terrasni (en ruso, Приокско-Террасный государственный природный биосферный заповедник, Prioksko-Terrasnyi gosudárstvennyi prirodnyi biosfernyi zapovédnik) es una reserva de la biosfera que se encuentra a lo largo de la orilla izquierda del río Oká en el distrito de Sérpujov, óblast de Moscú. Tiene una extensión de 4.945 hectáreas, lo que hace de ella una de las más pequeñas de Rusia. 
Fue creada en el año 1945 como parte de la reserva natural de Moscú y es el hogar de 900 especies de plantas, 130 especies de aves y 54 especies de mamíferos. Se estableció en el año 1948 un criadero de bisonte para poblar la región con bisontes europeos provenientes de la Belovézhskaya Puscha y del Cáucaso Occidental. Hay también una pequeña manada de bisontes americanos.